# العلاقات البريطانية البوليفية
العلاقات البريطانية البوليفية هي العلاقات الثنائية التي تجمع بين المملكة المتحدة وبوليفيا.

## مقارنة بين البلدين
هذه مقارنة عامة ومرجعية للدولتين:
| وجه المقارنة                                              | المملكة المتحدة                 | بوليفيا                                          |
| --------------------------------------------------------- | ------------------------------- | ------------------------------------------------ |
| المساحة (كم2)                                             | 242.50 ألف                      | 1.10 مليون                                       |
| عدد السكان (نسمة)                                         | 66.02 مليون                     | 11.05 مليون                                      |
| الكثافة السكانية (ن./كم²)                                 | 272.25                          | 10.05                                            |
| العاصمة                                                   | لندن                            | سوكري، لاباز                                     |
| اللغة الرسمية                                             | لغة إنجليزية، اللغة الويلزية    | اللغة الإسبانية، اللغة الأيمرية، كتشوا، غوارانية |
| العملة                                                    | جنيه إسترليني                   | بوليفاريو بوليفي                                 |
| الناتج المحلي الإجمالي (بليون دولار)                      | 2.62 تريليون                    | 37.51 مليار                                      |
| الناتج المحلي الإجمالي (تعادل القوة الشرائية) بليون دولار | 2.72 تريليون                    | 74.58 مليار                                      |
| الناتج المحلي الإجمالي الاسمي للفرد دولار أمريكي          | 43.88 ألف                       | 3.08 ألف                                         |
| الناتج المحلي الإجمالي للفرد دولار أمريكي                 | 40.23 ألف                       | 6.63 ألف                                         |
| مؤشر التنمية البشرية                                      | 0.907                           | 0.662                                            |
| رمز المكالمات الدولي                                      | +44                             | +591                                             |
| رمز الإنترنت                                              | .uk، .gb                        | .bo                                              |
| المنطقة الزمنية                                           | توقيت غرينيتش، توقيت غرب أوروبا | 00                                               |

## مدن متوأمة
في ما يلي قائمة باتفاقيات التوأمة بين مدن بريطانية وبوليفية:
- ترتبط لندن مع لاباز باتفاقية توأمة منذ 2015.[16][16][16][16]

## منظمات دولية مشتركة
يشترك البلدان في عضوية مجموعة من المنظمات الدولية، منها:
| علم المنظمة | اسم المنظمة                        | تاريخ انضمام المملكة المتحدة | تاريخ انضمام بوليفيا |
| ----------- | ---------------------------------- | ---------------------------- | -------------------- |
|             | الاتحاد البريدي العالمي            | ?                            | ?                    |
|             | مؤسسة التنمية الدولية              | 24 سبتمبر 1960               | 21 يونيو 1961        |
|             | منظمة حظر الأسلحة الكيميائية       | ?                            | ?                    |
|             | منظمة التجارة العالمية             | 1995                         | 12 سبتمبر 1995       |
|             | الأمم المتحدة                      | 24 أكتوبر 1945               | 14 نوفمبر 1945       |
|             | وكالة ضمان الاستثمار متعدد الأطراف | 12 أبريل 1988                | 3 أكتوبر 1991        |
|             | منظمة الشرطة الجنائية الدولية      | ?                            | ?                    |
|             | مؤسسة التمويل الدولية              | 20 يوليو 1956                | 20 يوليو 1956        |
|             | الاتحاد الدولي للاتصالات           | 24 فبراير 1871               | 1 يونيو 1907         |
|             | البنك الدولي للإنشاء والتعمير      | 27 ديسمبر 1945               | 27 ديسمبر 1945       |
|             | يونسكو                             | 4 نوفمبر 1946                | 13 نوفمبر 1946       |

## أعلام
هذه قائمة لبعض الشخصيات التي تربطها علاقات بالبلدين:
- جيسيكا جوردان (6 مايو 1984 – )

## وصلات خارجية
- موقع وزارة الخارجية البريطانية
- موقع وزارة الخارجية البوليفية